# Полукозырёво
Полукозырёво — деревня в Опочецком районе Псковской области. Входит в состав Матюшкинской волости

## География
Расположена в 18 км к северо-востоку от города Опочка и в 12 км к юго-востоку от волостного центра, деревни Матюшкино. Примерно в полукилометре к востоку протекает река Кудка.

## Население
| 2001 | 2002 | 2010 | 2014 | 2015 | 2016 |
| ---- | ---- | ---- | ---- | ---- | ---- |
| 29   | ↘18  | ↘5   | ↗14  | ↘12  | ↗15  |